# 국가인공지능위원회
국가인공지능위원회(國家人工智能委員會)는 인공지능 정책 전반을 심의·의결하는 대한민국의 대통령 소속 자문위원회로, AI 3대 강국을 목표로 2024년 9월 민관 합동 국가 AI 정책 컨트롤타워로 출범하였다.

## 출범
2024년 4월 9일, 윤석열 대통령은 인공지능(AI) 국가 전략을 담은 'AI 반도체 이니셔티브'를 추진하겠다고 밝히며 대통령 직속 위원회를 출범하고, 인공지능 3대 강국 달성을 목표로 관련 분야에 2027년까지 9조 4,000억 원을 투자하고 인공지능 반도체 혁신 기업들의 성장을 돕는 1조 4,000억 원 규모의 펀드를 조성하겠다고 밝혔다.

## 역할
국가인공지능위원회는 대통령 직속으로 출범한 범국가적 추진체계로서 2024년 4월 출범한 '인공지능전략최고위협의회'가 격상된 것이다. 인공지능(AI) 정책 전반에 대해 심의·의결하는 역할을 한다.
출범식에서 윤 대통령은 "국가인공지능위원회는 범국가적 핵심 역량을 하나로 모으는 민관 협력의 구심점"이라며 "저작권과 개인정보보호 규제가 핵심 가치는 지키면서도 혁신의 걸림돌이 되지 않도록 규제를 전향적으로 개선해 나가겠다. 연구개발·인프라·법·제도 등 모든 분야에서 치밀한 전략을 수립하고 철저히 이행하겠다"고 주요 역할을 설명하였다.

## 1차 (2024년)
2024년 9월 26일, 윤 대통령은, 2015년 이세돌 9단과 인공지능 알파고가 대국을 펼쳤던 서울 종로구 소재의 포시즌스 호텔에서 '국가인공지능위원회 출범식 및 제1차 회의'를 주재하였다.

## 3차 (2025년)
2025년 2월 20일 제3차 국가인공지능위원회에 최상목 대통령 권한대행 등 정부·민간위원과 기업 관계자 40여 명이 참석하였다.

## 구성
장관급 정부위원 10명과 인공지능 민간 전문가 30명 등으로 구성되어 있다.
| 위원장                | 대통령                               |
| 당연직 위원           | 기획재정부 장관                      |
| 당연직 위원           | 교육부 장관                          |
| 당연직 위원           | 과학기술정보통신부 장관              |
| 당연직 위원           | 외교부 장관                          |
| 당연직 위원           | 행정안전부 장관                      |
| 당연직 위원           | 문화체육관광부 장관                  |
| 당연직 위원           | 산업통상자원부 장관                  |
| 당연직 위원           | 방송통신위원회 위원장                |
| 부위원장              | 염재호 태재대학교 총장               |
| 기술·혁신분과위원장   | 조성배 연세대학교 컴퓨터과학과 교수  |
| 공공분과위원장        | 고진 前디지털플랫폼정부위원회 위원장 |
| 인재·인프라분과위원장 | 김선 서울대학교 컴퓨터공학부 교수    |
| 법·제도분과위원장     | 강민구 법무법인 도울 대표이사        |
| 안전·신뢰분과위원장   | 오혜연 한국과학기술원 전산학부 교수  |